# Фокус (фильм, 2015)
«Фокус» (англ. Focus) — криминальная трагикомедия режиссёров и сценаристов Гленна Фикарры и Джона Рекуа. В главных ролях — Уилл Смит, Марго Робби и Родриго Санторо. Премьера в США состоялась 27 февраля 2015 года, в России — 26 февраля.

## Сюжет
Потомственный мошенник, шулер и карманник Никки Спёрджен по кличке «Зефир» случайно знакомится с начинающей аферисткой и воровкой Джесс Баретт, которая уговаривает опытного мастера стать её учителем. Девушка проявляет способности, и вскоре Никки включает её в свою команду. На выездной сессии в Новом Орлеане Никки и Джесс успешно осуществляют несколько афер, и между ними вспыхивают романтические отношения. В конце поездки пара во время отдыха посещает стадион. Там Никки «обрабатывает» богатого «клиента» из Гонконга Ли Юань-цзы. До самого конца операции Джесс не знает, что сама отыгрывает определённую роль в тщательно подготовленной постановке, призванной заставить китайского миллиардера добровольно расстаться с суммой в несколько миллионов долларов. Это называется «слепая мышка» и необходимо для безупречной убедительности происходящего. После успешного завершения всей комбинации Никки отдаёт Джесс её долю заработанных денег, но неожиданно резко рвёт с ней отношения, и они расстаются.
Проходит три года. В Буэнос-Айресе к услугам Никки прибегает миллиардер и владелец гоночной команды Рафаэль Гаррига. Он планирует тонкую операцию по передаче своим конкурентам ложных сведений о возможностях своего нового болида. Никки должен втереться в доверие к конкуренту Гарриги — австралийскому бизнесмену Макьюэну под видом уволенного Гарригой инженера из противоборствующей команды. Никки собирается разыграть в этой операции свою карту, но во время вечеринки, где всё и должно было произойти, неожиданно встречает Джесс. Похоже на то, что теперь она девушка Гарриги.
Никки успешно разыгрывает спектакль с «уволенным инженером» и действительно привлекает к себе интерес Макьюэна. После вечеринки тайно встречается с Джесс. Она счастлива, не собирается ничего менять, но Никки предлагает ей разорвать отношения с Гарригой и бежать вместе с ним. Девушка соглашается. Никки посещает телохранитель Гарриги — Оуэнс — и угрожает ему, чтобы тот даже и не пытался обмануть его нанимателя. Никки за три миллиона евро передаёт сведения о болиде Макьюэну. Затем он идёт дальше и продаёт сведения о болиде ещё нескольким командам, что уже не входило в договорённость с Гарригой. Никки и Джесс пытаются сбежать в США, но в последний момент их перехватывают люди Гарриги.
Парочку доставляют на допрос к Гарриге. Тот крайне недоволен тем, что вместо дезинформации Никки передал конкурентам настоящую информацию о болиде, и начинает пытать Джесс. Никки неохотно раскрывается, что девушка была всего лишь подставной фигурой в его игре. Гаррига сообщает, что она не его девушка, а случайная знакомая. Джесс, в свою очередь, признаётся, что только собиралась украсть у Гарриги его драгоценные часы Piaget. Никки просит освободить Джесс в обмен на некую ценную информацию. Сам он готов остаться у Гарриги, и тот может сделать с ним всё, что захочет. Никки начинает делать некое признание, но внезапно ситуация обостряется, Оуэнс оказывается вынужден в упор выстрелить в грудь Никки. Люди Гарриги быстро уводят босса, чтобы тот не оказался замешан в убийстве. После их ухода выясняется, что Оуэнс в сговоре с Никки, и вообще — это его «отец» (он забрал Никки с улицы в раннем возрасте и обучил своему искусству) Баки Спёрджен. А кошмарно выглядящий выстрел в грудь — тщательно продуманный эффектный трюк под названием «аварийная кнопка Толедо»; пуля попадает в такое место, что только пробивает лёгкие и при условии своевременного оказания помощи угроза жизни раненого практически отсутствует. Баки забирает себе все деньги и скрывается. Никки и Джесс направляются в больницу, на руке Джесс можно заметить часы, которые она только что всё-таки украла у Гарриги.

## В ролях
| Актёр             | Роль            |
| ----------------- | --------------- |
| Уилл Смит         | Никки Спёрджен  |
| Марго Робби       | Джесс Барретт   |
| Родриго Санторо   | Рафаэль Гаррига |
| БиДи Вонг         | Лиюань          |
| Адриан Мартинес   | Фархад          |
| Роберт Тейлор     | Макьюэн         |
| Стефани Онор      | Дженис          |
| Грифф Фёрст       | Гарет           |
| Джеральд Макрейни | Баки/Оуэнс      |

## Музыка
| №   | Название                                                             | Исполнитель(ли) | Длительность |
| --- | -------------------------------------------------------------------- | --- | ------------ |
| 1.  | «Corazon de Piedra (Te Amo)»                                         | Alejandro Medina | 4:58         |
| 2.  | «Love Makes the World Go Round»                                      | Barbara Lewis | 2:58         |
| 3.  | «I'm a Manchild»                                                     | Bruno Hovart | 4:39         |
| 4.  | «You Don't Have to Worry (Guts Remix)»                               | Doris & Kelley | 4:52         |
| 5.  | «Please!»                                                            | Edward Sharpe & the Magnetic Zeros | 3:31         |
| 6.  | «Gimme Danger»                                                       | Iggy & the Stooges | 3:34         |
| 7.  | «White Bird»                                                         | It's a Beautiful Day | 3:08         |
| 8.  | «Gerli Hood (feat. Camilo Castaldi Lira & Alberto Manuel Rodriguez)» | Ivan Diaz Mathe, Jorge Estenbenet, Sebastian Martinez, Francisco Oliver, Daniel Michel, Juan Manuel Meyer, Gala Iglesias Brickles                        | 3:02         |
| 9.  | «Meet Me in the City»                                                | Junior Kimbrough | 2:32         |
| 10. | «Chorra»                                                             | Los Mareados | 2:11         |
| 11. | «La Espada de Cadorna»                                               | Mauro Alberelli, Fernando Diego Barrera, Maria Carla Flores, Fermin Echeveste, Manuel Gonzalez Aguilar, Mateo Gonzalez Aguilar, Carlos Maximiliano Russo | 4:24         |
| 12. | «Focus (Love Theme)»                                                 | Nick Urata | 5:05         |
| 13. | «Sofa Rockers (Richard Dorfmeister Remix)»                           | Sofa Surfers | 5:06         |
| 14. | «Wind It Up»                                                         | Stooges Brass Band | 5:49         |

## Съёмки
Съёмки фильма проходили в Буэнос-Айресе и Новом Орлеане.
- Первоначально планировалась, что главные роли будут играть Райан Гослинг и Эмма Стоун, но они оба выбыли из фильма[9].
- После ухода Райана Гослинга главная роль предлагалась Брэду Питту и Бену Аффлеку[5][10].
- Кристен Стюарт отказалась сниматься в фильме после того, как Уилл Смит присоединился к проекту, сославшись на разницу в возрасте со Смитом[5].
- В качестве замены Кристен Стюарт рассматривались Мишель Уильямс, Джессика Бил, Роуз Бирн и Оливия Манн[6].

## Критика
Фильм получил смешанные отзывы кинокритиков. На сайте Rotten Tomatoes средний рейтинг картины составляет 56 % на основе 217 рецензий. На Metacritic — 56 баллов. Зрители восприняли фильм положительно — на IMDb рейтинг составляет 6,6 балла из 10. CinemaScore — фирма, занимающаяся исследованием рынка, — проводила опрос зрителей на выходе из кинотеатра в течение открывающего уик-энда. Так, средняя оценка кинозрителей была «четыре» по пятибалльной шкале.